# Centroberyx gerrardi
Centroberyx gerrardi är en fiskart som först beskrevs av Günther, 1887.  Centroberyx gerrardi ingår i släktet Centroberyx och familjen beryxfiskar. Inga underarter finns listade i Catalogue of Life.